# Artemisia mongolica
Artemisia mongolica là một loài thực vật có hoa trong họ Cúc. Loài này được (Fisch. ex Besser) Fisch. ex Nakai mô tả khoa học đầu tiên năm 1917.